# Vojenský ústřední archiv

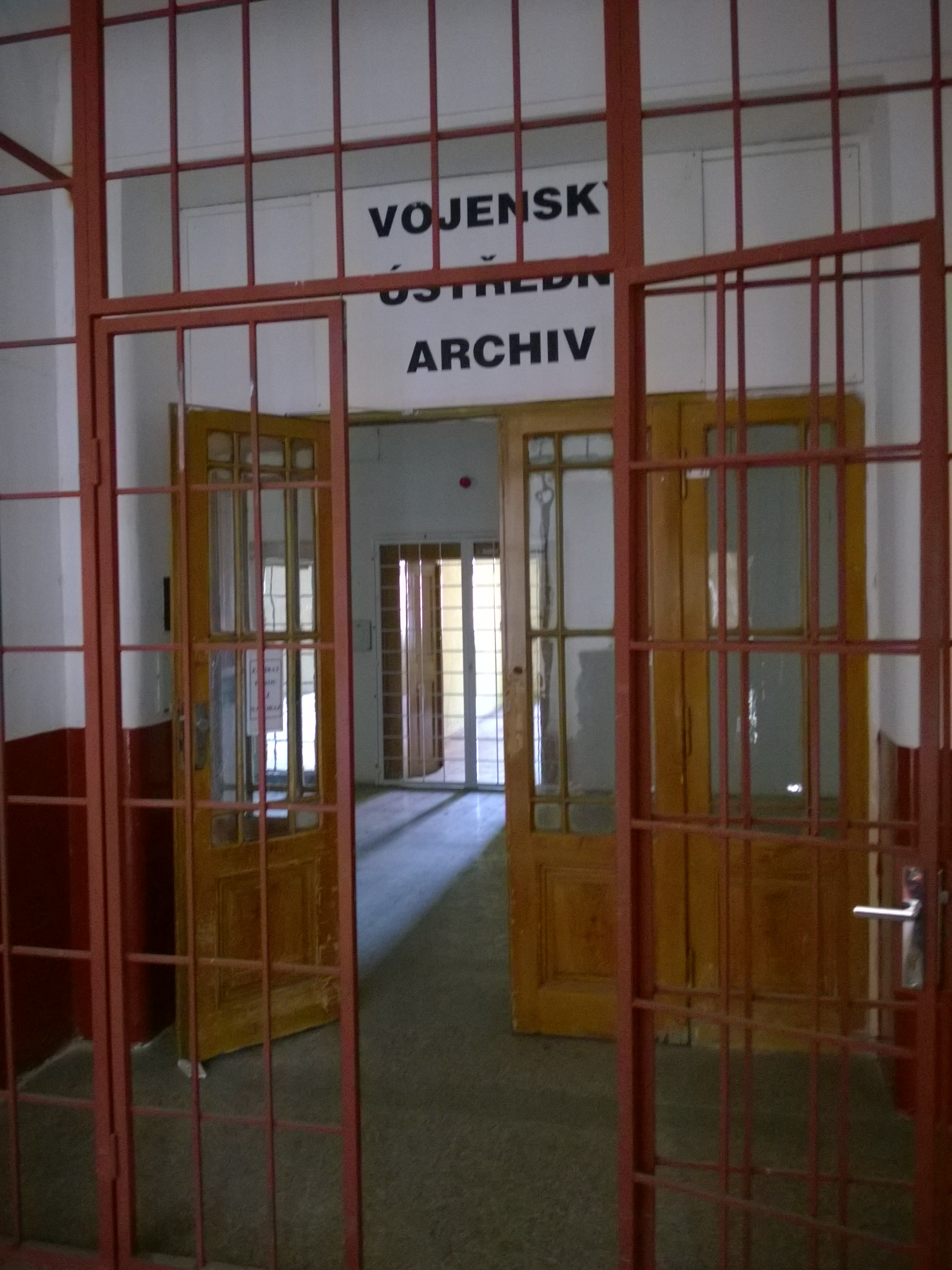
Vstup do VÚA byl do roku 2015 v Invalidovně

Vojenský ústřední archiv je organizován jako vojenské zařízení Ministerstva obrany ČR, podřízený přímo řediteli bezpečnostního odboru ministerstva.
Zařízení zastřešuje činnosti Ministerstva obrany a Armády České republiky v oblasti spisové služby a archivnictví, které od nich požaduje zákon o archivnictví (i zákon o ochraně utajovaných informací a o bezpečnostní způsobilosti). Navenek nepůsobí jako jeden archiv, ale skládá se ze čtyřech dílčích archivních organizací, dvou správních archivů a dvou koncových archivů (oba koncové archivy jsou považovány za akreditované podle archivního zákona), jeden má charakter specializovaného archivu ministerstva (Vojenský historický archiv) a druhý je archivem bezpečnostním.

## Části
- Správní archiv MO
- Správní archiv AČR Olomouc
- Vojenský historický archiv
- Bezpečnostní archiv MO

## Historie

### Československé vojenské archivnictví 1918–1945
V lednu 1919 byl při Zemském archivu českém zřízen Archiv národního osvobození československého, který shromažďoval a  uchovával dokumenty politických orgánů a institucí československého
odbojového hnutí domácího i zahraničního. Z takzvaného Poradního sboru pro postavení Panteonu československých legií vznikly v roce 1919 Památník odboje se správou archivu, muzea a fotoústředí. V červnu 1919 dorazila do Prahy část archivu čs. zahraničního hnutí na Rusi, přechodně umístěná v Národním muzeu, stejně jako Archiv národního osvobození. Československé archivy byly postupně roztříděny, specializovány podle zaměření a informačními kanály provázány s vojenským archivnictvím, s využitím dosavadní administrativní sítě rakousko-uherské armády. Od roku 1920 tuto návaznost zabezpečoval v rezortu
Ministerstva národní obrany (=MNO) Archiv MNO. Vznikl při mobilizačním oddělení II. odboru MNO a v roce 1922 byl přičleněn k 8. oddělení výchovného odboru MNO. Jeho úkolem bylo přijímat, vybírat a skartovat spisový materiál ze spisoven MNO. V roce 1923 došlo k ukončení archivní rozluky s Rakousko-Uherskem a nově vzniklé instituce nástupnického státu se osamostatnily. V roce 1924 byl Archiv MNO sloučen s historickou skupinou hlavního štábu, a tímto byl zřízen Vojenský archiv Republiky Československé (dále je RSČ). Byl to samostatný správní vojenský ústav podřízený MNO prostřednictvím náčelníka hlavního
štábu. K úkolům od Archivu MNO přibyla činnost historického oddělení, jež zpracovávalo spisový materiál pro účely vojenské vědy a pro dějiny vojenství.

### Od roku 1945 dosud
Pod současným názvem Vojenský ústřední archiv organizace funguje od června roku 1945. Sídlem archivu byla Invalidovna v Praze-Karlíně, některé fondy byly po výstavbě Národního památníku na Vítkově deponovány tam. 
Při povodni Karlína v roce 2002 byla část fondů poškozena a ohrožena. Nevyhovující prostory bylo nutno v rámci generální rekonstrukce Invalidovny v roce 2015 opustit. Celý archiv byl přestěhován do nové budovy v ulici Pilotů v Praze 6-Ruzyni.